# 東武日光駅
東武日光駅（とうぶにっこうえき）は、栃木県日光市松原町にある東武鉄道日光線の駅。同線の終点である。駅番号はTN 25。
国際観光都市・日光の玄関口であり、「けごん」「スペーシア日光」といった東京（浅草駅・新宿駅）と日光を結ぶ特急列車が多数発着する。東日本旅客鉄道（JR東日本）日光線の日光駅と隣接しており、国鉄時代は東京 - 日光間の観光輸送において激しい競争が繰り広げられた。

## 歴史
- 1929年（昭和4年）10月1日 - 開業[1]。
- 1968年（昭和43年）2月25日 - 東武日光軌道線東武駅前駅が廃止。
- 1979年（昭和54年）10月1日 - 駅舎を現行のアルペン風に改築。
- 1991年（平成3年）頃 - 発車メロディを導入。
- 2000年（平成12年） - 関東の駅百選に選定される[2]。選定理由は「世界遺産日光の玄関駅であり、山小屋をイメージした三角屋根の駅」[2]。
- 2012年（平成24年）3月17日 - TN 25の駅ナンバリングを導入。
- 2023年（令和5年）7月15日：「スペーシアX」運行開始に合わせた待合室などのリニューアル工事が完了[3]。

## 駅構造
頭端式ホーム3面5線を有する地上駅。山小屋をイメージした三角屋根の駅舎（開業50周年を記念して1979年に落成）が特徴となっている。駅舎とホームの間には段差があり、階段およびスロープにより連絡している。自動改札機設置駅。
発車メロディは、「Stream」（「Crystal Clear River」または「夜のストレンジャー」とも）を使用している。
東武日光駅管区として東武日光線合戦場駅以北と鬼怒川線全駅を統括管理し、東武日光駅として上今市駅を管理している。
売店およびトイレは改札外にのみ設置されている。また、外国人観光客の利用が増えているため、英語でも対応できる観光案内カウンター（日光市観光協会が運営）を2017年3月24日に開設。同年4月1日には、預かった手荷物を近隣宿泊先へ送るサービスも始めた。

### のりば
| 番線    | 行先                                                                                    | 種別       |
| ------- | --------------------------------------------------------------------------------------- | ---------- |
| 1・2・4 | 日光線 下今市・新栃木・ 東武スカイツリーライン 北千住・とうきょうスカイツリー・浅草方面 | 普通・急行 |
| 4・5・6 | 日光線 下今市・新栃木・ 東武スカイツリーライン 北千住・とうきょうスカイツリー・浅草方面 | 特急       |

- 現在、3番線は欠番となっている。
- 1・2番線と4 - 6番線はYの字状に分かれており、駅舎側に向かって間が広くなっており、その間には中庭がある。また、5・6番線ホームへは4番線ホームの頭端部から回り込むようにして入る格好となっている。
- ホーム有効長は1・2番線が4両分、4 - 6番線は6両分である。このため、特急列車は全て4 - 6番線から発着する。 1・2番線は3両分が一体の上屋で覆われている。

## 駅弁
当駅構内（改札外）で駅弁が販売されている。主な駅弁は下記の通り。

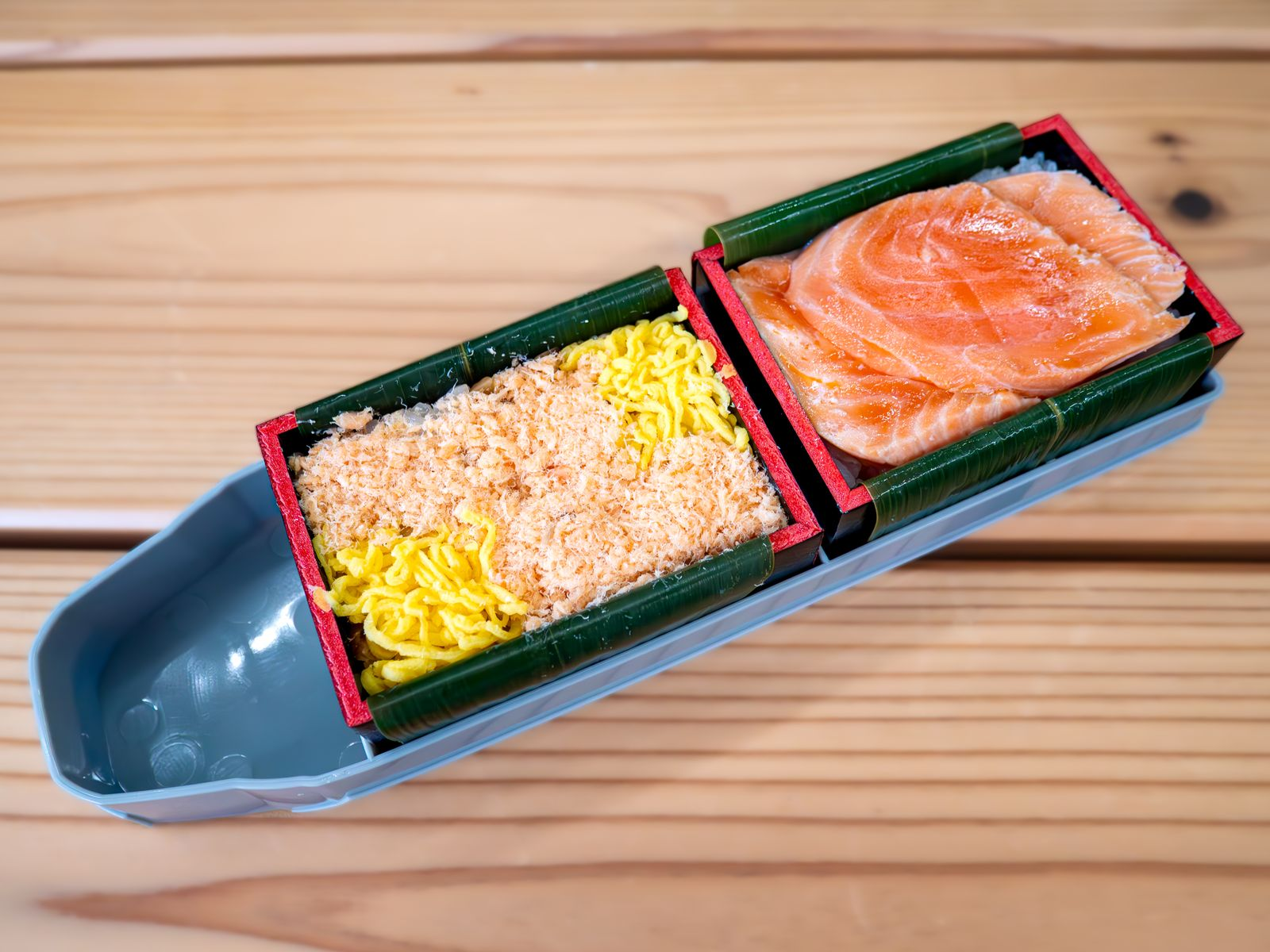
スペーシア X 日光埋蔵金弁当
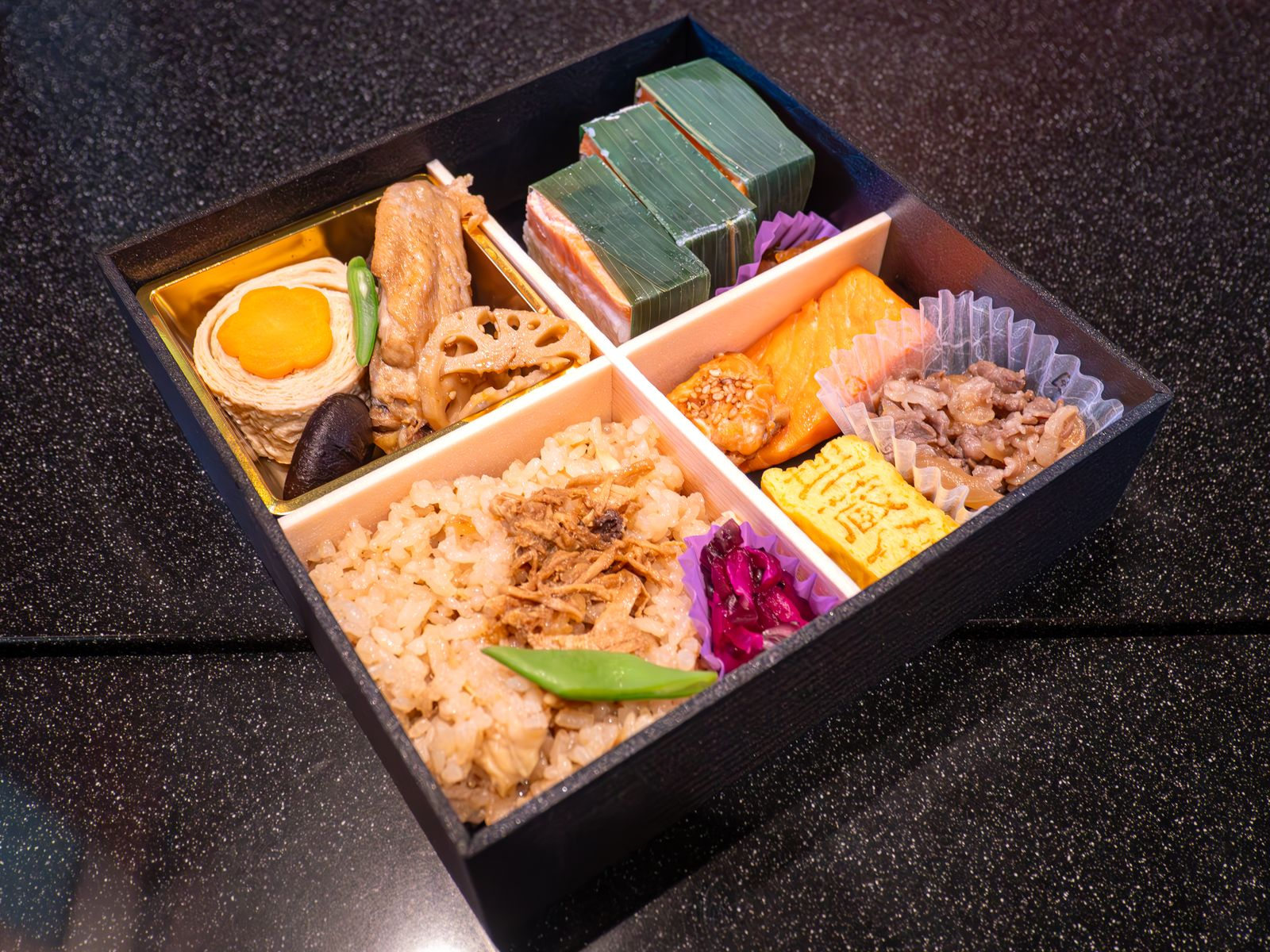
初代日光埋蔵金弁当
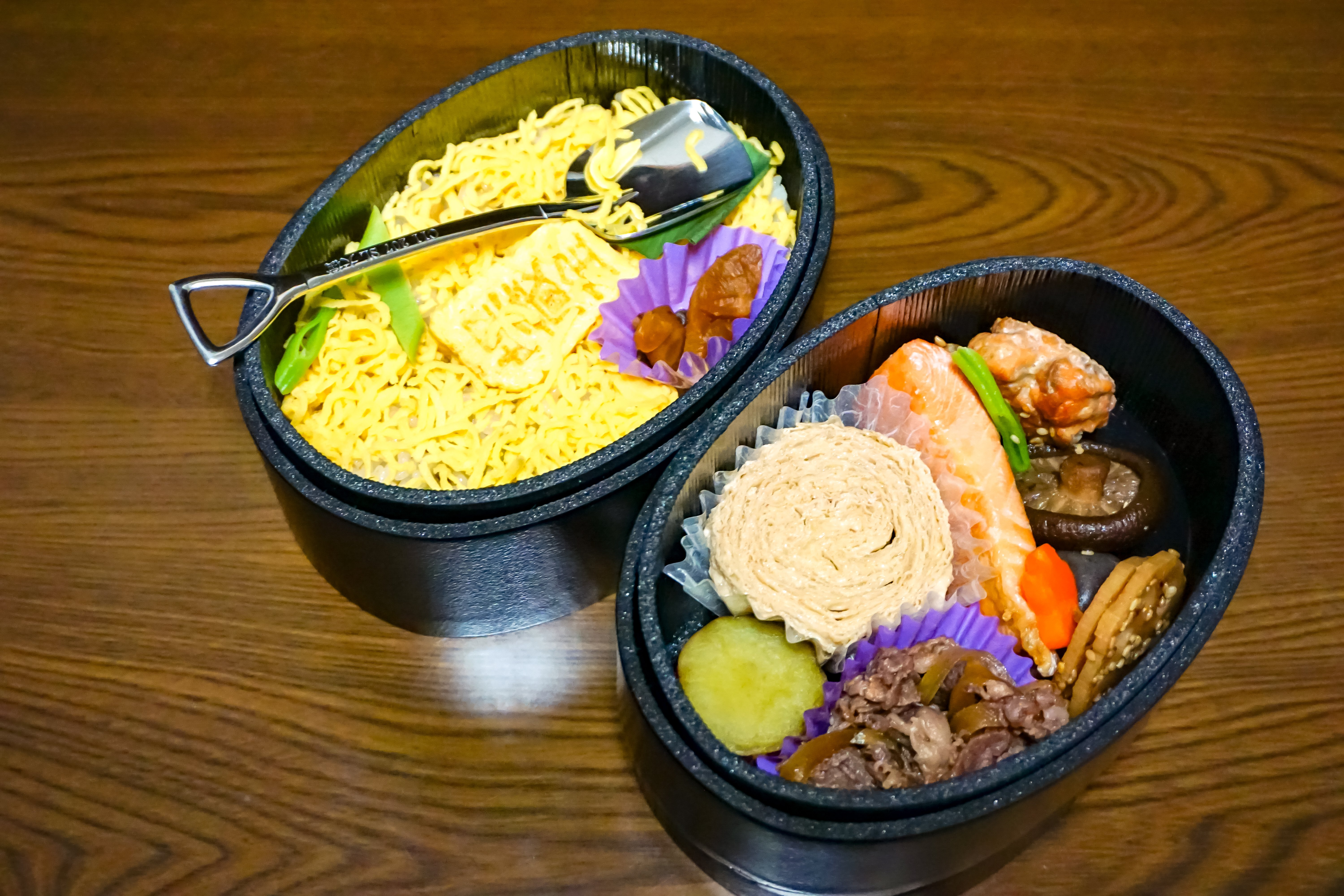
SL大樹 日光埋蔵金弁当
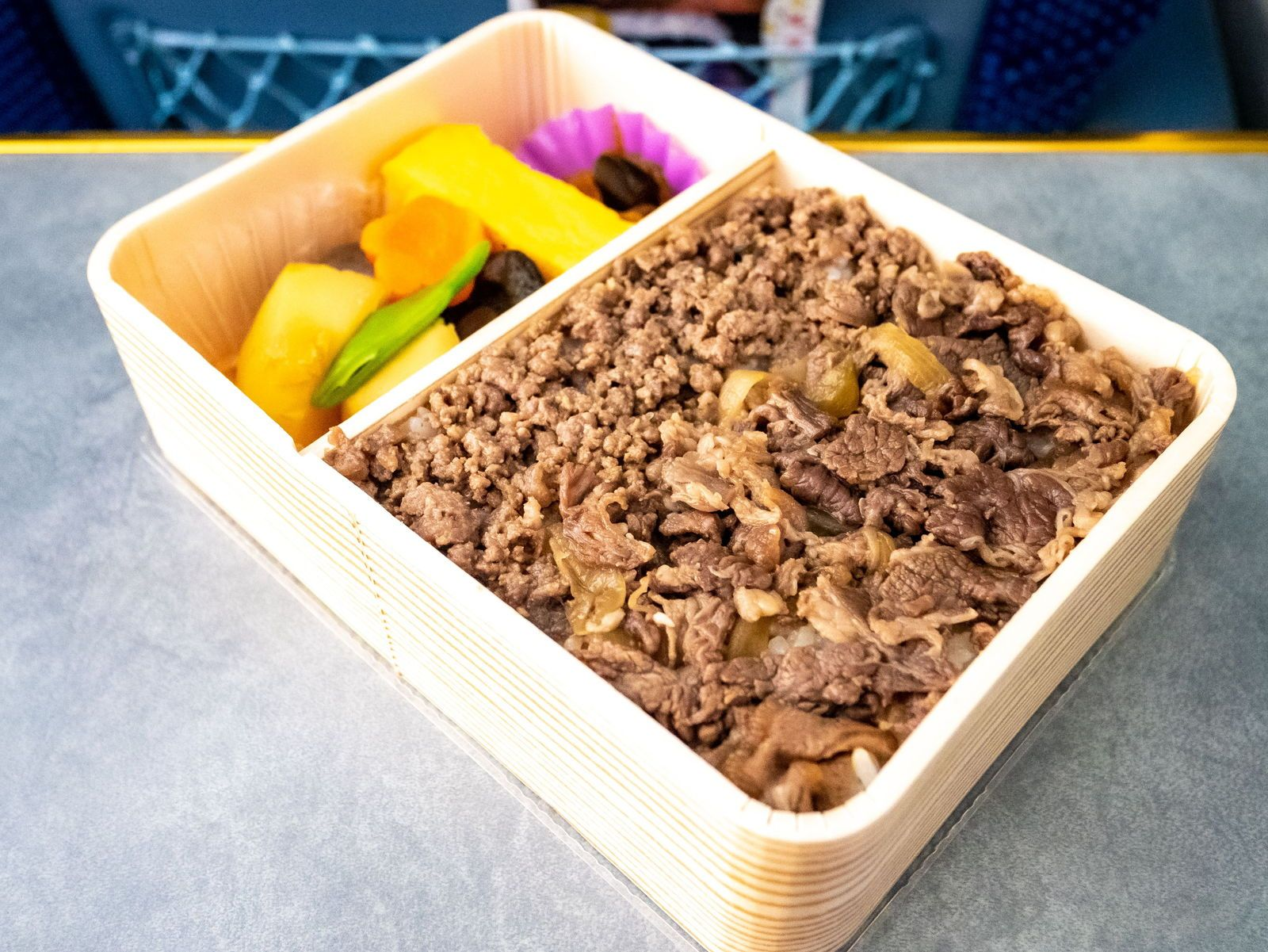
日光高原牛弁当けっこうづくめ
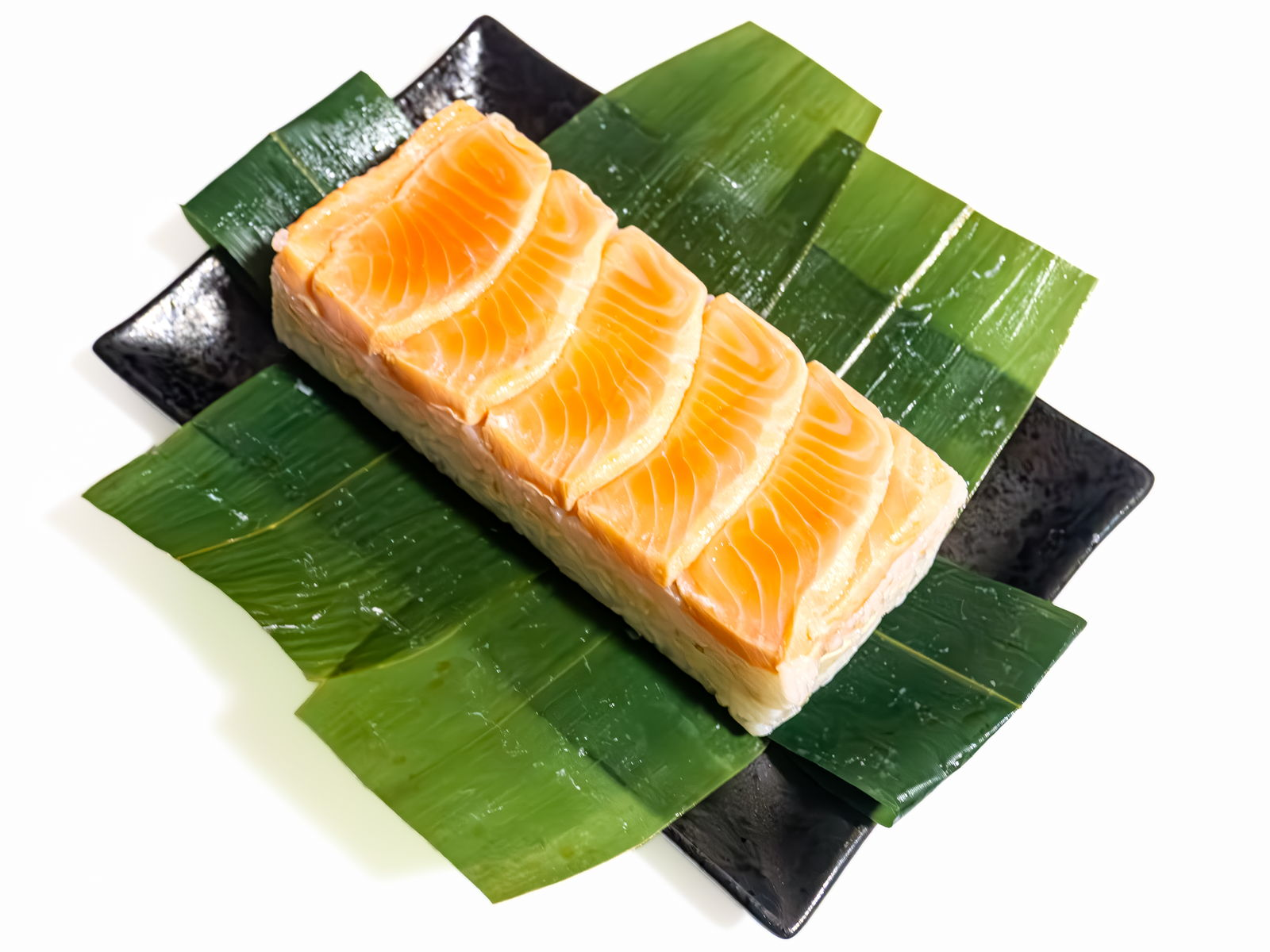
日光鱒寿し
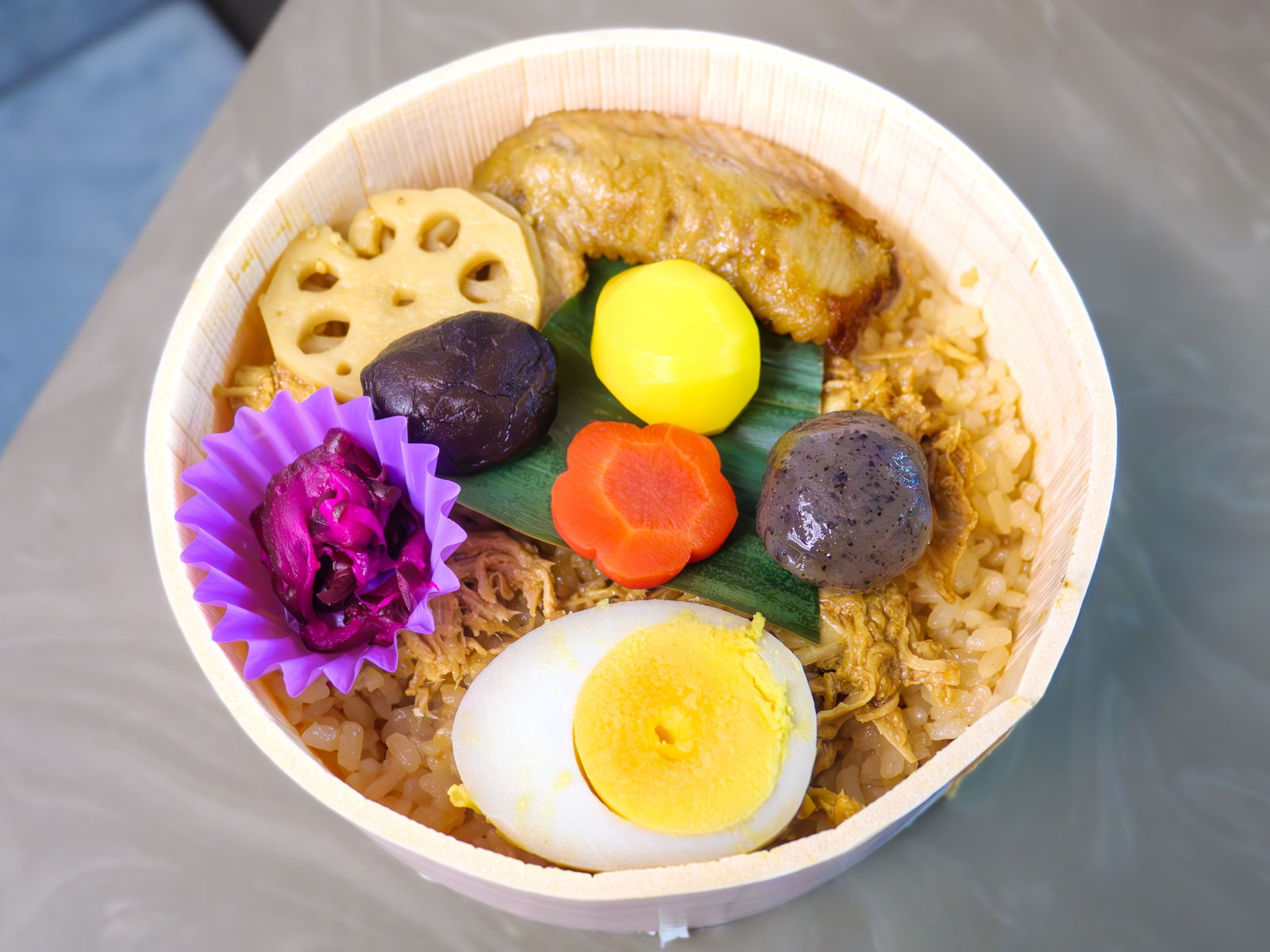
鶏わっぱ
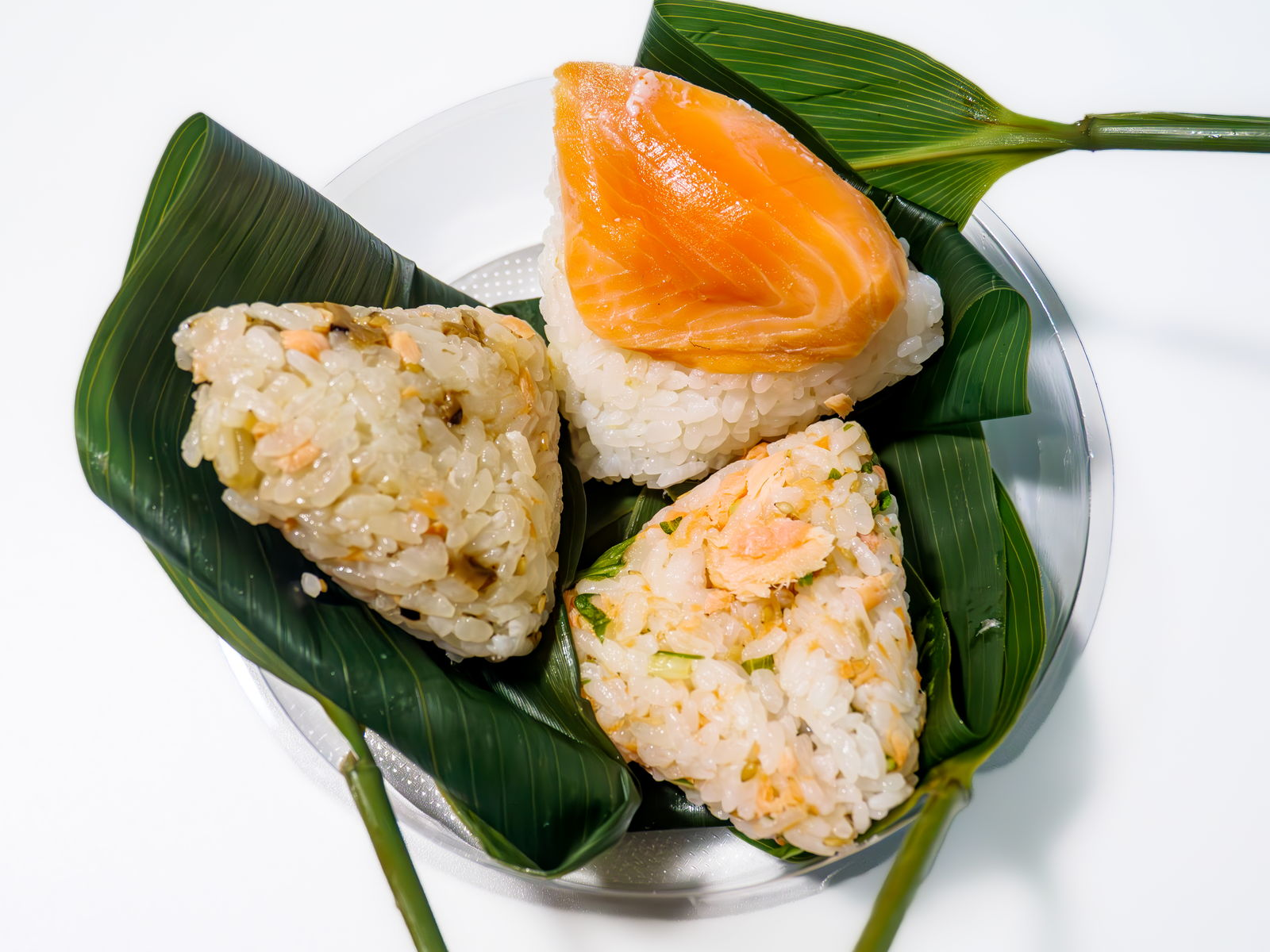
ささむすび
- 日光七福いなり

- スペーシア X 日光埋蔵金弁当
- 初代日光埋蔵金弁当
- SL大樹日光埋蔵金弁当
- 日光高原牛弁当けっこうづくめ
- 日光鱒寿し
- 鶏わっぱ
- ささむすび

## 利用状況
2024年度の1日平均乗降人員は3,623人である。
近年の1日平均乗降人員および乗車人員の推移は下記の通り。
| 年度               | 一日平均 乗降人員 | 一日平均 乗車人員 | 出典                      |
| ------------------ | ----------------- | ----------------- | ------------------------- |
| 1998年（平成10年） | 3,933             |                   |                           |
| 1999年（平成11年） | 3,737             |                   |                           |
| 2000年（平成12年） | 4,103             |                   |                           |
| 2001年（平成13年） | 3,386             |                   | [ 東武 3 ]                |
| 2002年（平成14年） | 3,248             |                   | [ 東武 4 ]                |
| 2003年（平成15年） | 3,113             |                   | [ 東武 5 ]                |
| 2004年（平成16年） | 3,010             |                   | [ 東武 6 ]                |
| 2005年（平成17年） | 2,958             |                   | [ 東武 7 ]                |
| 2006年（平成18年） | 3,292             |                   | [ 東武 8 ]                |
| 2007年（平成19年） | 3,259             |                   | [ 東武 9 ]                |
| 2008年（平成20年） | 3,430             | 1,745             | [ 東武 10 ] [ 県統計 2 ]  |
| 2009年（平成21年） | 3,347             | 1,705             | [ 東武 11 ] [ 県統計 3 ]  |
| 2010年（平成22年） | 3,179             | 1,690             | [ 東武 12 ] [ 県統計 4 ]  |
| 2011年（平成23年） | 2,593             | 1,301             | [ 東武 13 ] [ 県統計 5 ]  |
| 2012年（平成24年） | 3,056             | 1,530             | [ 東武 14 ] [ 県統計 6 ]  |
| 2013年（平成25年） | 2,993             | 1,496             | [ 東武 15 ] [ 県統計 7 ]  |
| 2014年（平成26年） | 3,105             | 1,557             | [ 東武 16 ] [ 県統計 8 ]  |
| 2015年（平成27年） | 3,353             | 1,688             | [ 東武 17 ] [ 県統計 9 ]  |
| 2016年（平成28年） | 3,218             | 1,627             | [ 東武 18 ] [ 県統計 10 ] |
| 2017年（平成29年） | 3,726             | 1,888             | [ 東武 19 ] [ 県統計 11 ] |
| 2018年（平成30年） | 3,496             | 1,765             | [ 東武 20 ] [ 県統計 12 ] |
| 2019年（令和元年） | 3,104             |                   | [ 東武 21 ]               |
| 2020年（令和02年） | 1,539             |                   | [ 東武 22 ]               |
| 2021年（令和03年） | 1,874             | 934               | [ 東武 23 ]               |
| 2022年（令和04年） | 2,400             | 1,196             | [ 東武 24 ]               |
| 2023年（令和05年） | 3,137             | 1,581             | [ 東武 25 ]               |
| 2024年（令和06年） | 3,623             | 1,841             | [ 東武 1 ]                |

## 駅周辺

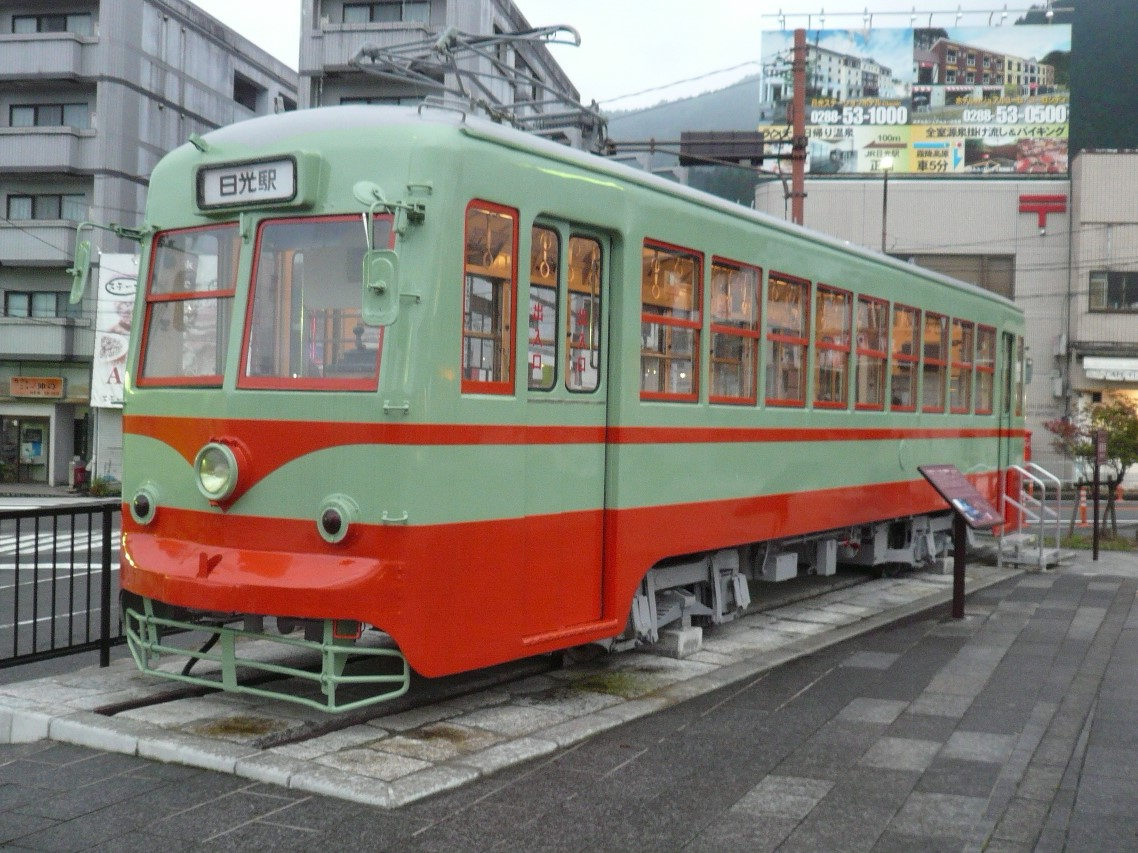
駅前に保存されている日光軌道線100形

駅周辺の神社・寺・観光名所については「日光市#観光」を参照。当駅とJRの日光駅が日光市街の東端にあり、西へ進む道（国道119号）が日光山内（二社一寺）へ続く。
駅前広場には、かつて日光軌道線で使用された100形109（のちの岡山電気軌道3010）が保存展示されている。
- 東日本旅客鉄道（JR東日本）日光線 日光駅 - 東へ約250 m。連絡運輸は行われていない。
- 日光市役所日光庁舎（本庁舎は旧・今市市役所）
  - 日光行政センター
  - 日光市立日光図書館
  - 日光市日光公民館
- 日光郷土センター
- 旧日光市庁舎本館
- 日光消防署
- 日光警察署
- 日光郵便局
- 日光駅前郵便局
- 東武バス日光 日光営業所

## バス路線

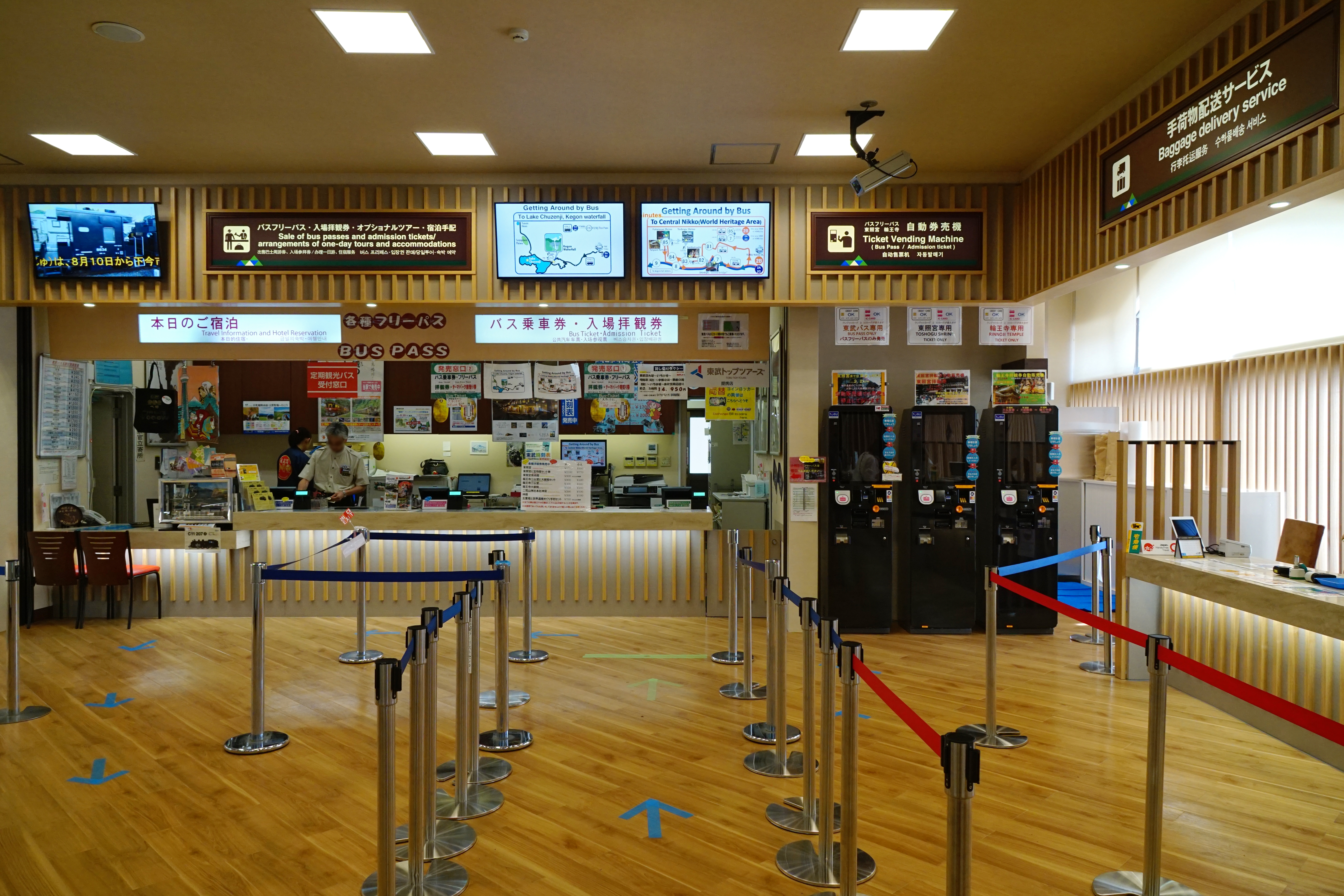
バス乗車券を発売する東武日光駅ツーリストセンター

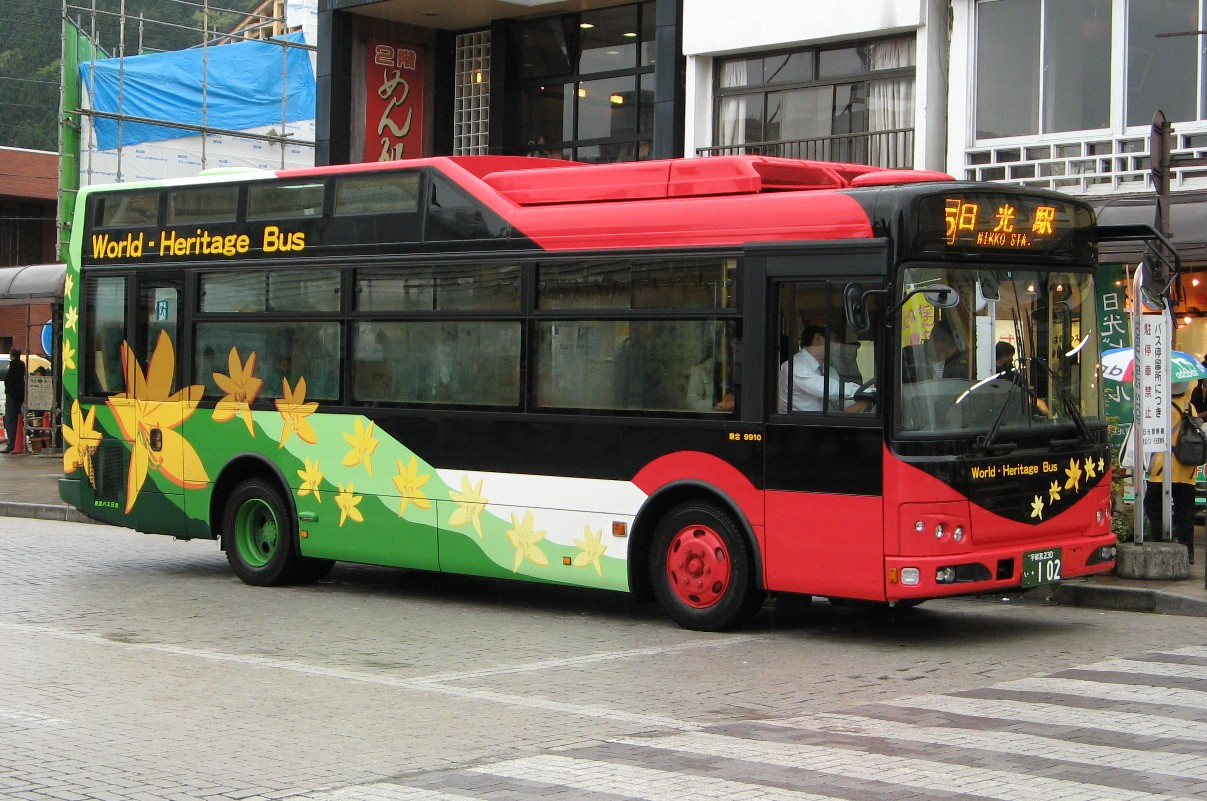
世界遺産めぐり循環バス（東武バス日光）

当駅は、中禅寺湖（中禅寺温泉）、奥日光（竜頭の滝、光徳温泉、湯元温泉）、霧降高原方面の各路線バスとの結節点であり、東京方面などから東武線で来た多くの観光客が列車からバスへ乗り換えるため通年で賑わっている。当駅発着のバス系統はJR日光駅を始発・終着とするが、全便ではなく、当駅始発・終着の便も存在する。ただしJR日光駅までは歩いてすぐの距離である。
バス乗車券は駅舎内の東武日光駅ツーリストセンターで発売している。運賃はバス車内でも精算できるが、「世界遺産めぐり手形」や各種「フリーパス」は車内発売をしないため、当所のみの発売となる。

### 構内バスのりば
- 東武バス日光[バス 1]、[バス 2]、[バス 3]
  - 中禅寺温泉駅行
  - 急行中禅寺温泉駅行（夏季） ※ 通常の中禅寺温泉駅行きとはのりばが異なる[8]
  - 湯元温泉行
  - 世界遺産めぐり循環バス日光山内二社一寺方面
例大祭などの混雑時は西参道行に短縮。
  - 西参道行、清滝行、やしおの湯行
  - JR日光駅行
  - 霧降高原行（夏季）／霧降の滝行（冬季）
- 日光市営バス[バス 4]、[バス 5]
  - 双愛病院行
  - 下今市駅行
- 東北急行バス[バス 6]
  - 高速バス 東京 - 日光・鬼怒川線 東京駅日本橋口行 ※ 長期運休中

### 東武日光駅前
- 関東自動車は、駅前には乗り入れず、国道119号沿いを走る[バス 7]
  - 日光東照宮行
  - JR宇都宮駅行

## 付記
- 1972年（昭和47年）1月6日、駅前で皇太子妃が少年から手袋を投げつけられ、体当たりを受ける被害[9]。
- 2006年（平成18年）3月19日に、同年3月18日の東武ダイヤ改正と、同年3月20日の日光市の新設合併を記念したSFとーぶカード（パスネット）が限定販売された。図柄はトレーディングフィギュアシリーズ「鉄道むすめ」のキャラクター「栗橋みなみ」（東武の駅員という設定）が描かれたものである。
- 当駅限定の神橋をデザインしたSFとーぶカードを発売していた時期がある。

## 隣の駅
東武鉄道
 日光線
- ■特急「スペーシアX」・■特急「けごん」・■特急「リバティけごん」・■JR線直通特急「スペーシア日光」・■「SL大樹ふたら」発着駅

■急行（当駅到着のみ、東武日光発の設定なし）
下今市駅 (TN 23) → 東武日光駅 (TN 25)
■普通
上今市駅 (TN 24) - 東武日光駅 (TN 25)